# 고대 로마의 전쟁과 전투 목록
이 문서의 시대 구분은 로마 건국부터 유스티니아누스 1세황제까지로 한다.

## 공화정 시대
초기 고대 그리스의 밀집 장창보병대(phalanx)와 비슷한 형태였던 로마군은, 카밀루스(Marcus Furius Camillus) 시절에 로마의 군단으로 조직된다. 유연한 군단은 이후 강력한 전쟁기계로써 작동했고, 로마의 도시국가적 성격이 사라지는 시점에서 가이우스 마리우스(Gaius Marius)의 개혁을 통해 징집된 시민병 대신 프롤레타리아에서 모집한 지원병제와 군단의 전술체제를 보다 유기적으로 바뀌게 된다.
공화정 시절의 주요 전투로는 다음이 있다.
- 칸나에 전투-기원전 216년
- 자마 전투-기원전 202년
- 카르하이 전투-기원전 53년
- 알레시아 전투-기원전 52년
- 파르살루스 전투-기원전 48년
- 필리피 전투-기원전 42년
- 악티움 해전-기원전 31년

또한, 특기할 만한 로마군의 지휘관, 또는 로마군과  함께 싸웠던 지휘관으로는 다음이 있다.
- 에페이로스의 피로스(Pyrrhus)
- 한니발(Hannibal)
- 파비우스 막시무스(Quintus Fabius Maximus)
- 스키피오 아프리카누스(Publius Cornelius Scipio, 'Africanus')
- 루키우스 코르넬리우스 술라(Lucius Cornelius Sulla)
- 율리우스 카이사르(Gaius Julius Caesar)

## 제정 시대 초기~중기
기원전 27년 로마를 지배하게 된 아우구스투스(Gaius Octavianus, 'Augustus')는 로마의 군사적 전략을 공격에서 방위로 바꾼다. 이제 군단들은 공격작전 대신 로마의 방위선을 경비하게 되었고, 로마의 영역으로 공격해 들어오는 적을 막아내는 역할을 수행하게 되었다. 이 체제는 약 400년간 유지된다.
전쟁이 방위 목적을 띠면서 전략 목표 또한 정치적으로 바뀌게 되면서, 더 이상 국지전의 승리만으로는 전쟁의 승리를 보장받을 수 없게 된다. 이 시기에는 다음과 같은 주요 전역(Campaign)을 언급할 수 있다.
- 라인 강 방어선 확립: 카이사르가 확립한 방어선 이상으로 확장하려는 시도는 상당 기간 좌절된다.
- 팔레스타인 속주 편입: 유대인들의 반란을 진압하게 된다. 마사다의 저항으로 유명하다.
- 하드리아누스 장벽 건설: 유명한 브리타니아의 방어선을 확정한다. 이곳 외에도, 라인-도나우 선을 잇는 게르만 접경지대에도 장벽이 건설된다.

이러한 전투를 거치면서, 로마의 군단은 점점 변질된다. 가이우스 마리우스의 개혁 이후, 군단을 구성하는 정규 로마군은 로마의 하층민 계급에서 충원되었고 군단은 로마 전역을 돌아다니며 전투를 벌인 후 퇴역하는 형태를 취하였다. 그러나 로마군이 방어형으로 편제되면서, 군단은 지역에 주둔하게 되고 군단병들은 지역에서 퇴역하여 정착하게 된다. 군단병은 로마 시민이고 보조병으로 복무한 자의 자식도 로마 시민권을 가질 수 있으므로 군단의 신규 병력은 해당 지역에서 차차 충원되게 된다. 따라서 '로마의 군단'이 아닌 '북부 게르마니아 군단'으로 변질된 것은 당연한 수순이라 할 수 있겠다. 이를 막기 위해 많은 황제들이 노력을 기울였으나, 긴 관점에서 볼 때 군단의 질적 저하는 명백하다.

## 제정 시대 후기~말기
셉티미우스 세베루스(Severus) 황제의 시절부터, 로마군은 로마의 수호신이 아닌 재앙으로 바뀐다. 병사들의 환심을 사서 황제의 자리를 노리는 이른바 '군인황제' 시기 이후, 로마의 군단은 지역화하고 야만화하기 시작했다. 갈리에누스(Gallienus), 아우렐리아누스(Aurelianus), 디오클레티아누스(Diocletianus) 황제의 군 개혁을 통해 로마군의 기강이 과거와는 다른방법이나마 확립되고, 제국은 200년을 더 버티게 된다.
로마군은 게르만족을 받아들여 군단을 편성하게 된다. 지역화된 군단의 병사들은 군인 직업을 세습하게 되었으며, 방위선을 강화하기 위해 군단의 수효를 늘였지만 6천명의 정원을 채우지는 못하게 된다. 로마군의 상징이었던 글라디우스는 야만인의 긴 칼로 바뀌고 접근전용의 창은 투창으로 바뀐다. (과거 공화정 초기처럼) 지역화된 '수비병'들의 전투력 약화를 보강하기 위해, 갈리에누스 황제는 기동성 있는 전략 예비대로써의 기병대를 양성하고 여기에 투창기병, 궁기병, 창기병 등의 동맹국 기병들을 끌어들이게 된다. 이 체제 하에서 강화된 로마군은, 점점 늘어나는 국경선에서의 도발을 막아냄과 동시에 내전 또한 치러내게 된다.
계속되는 게르만 족과의 전투 외에, 로마의 운명을 결정한 전투로는 다음을 들 수 있다.
- 밀비우스 다리 전투 312년
- 아드리아노폴리스 전투 378년

결국 둘로 나뉜 로마 제국 중, 로마를 중심으로 한 서로마는 476년 멸망한다.

## 동로마 제국
서로마 멸망 후에도 부유하고 강력한 동로마 제국은 1천년 가까이 더 존속하게 된다. 여기서는 서로마를 탈환하려 노력한 유스티니아누스 1세까지 서술한다.
- 벨리사리우스: 로마군의 '군단'을 다양한 조합을 통한 부대로, 그중에서도 동로마의 중장기병을 중심으로 한 병력체계로 개편하였다. '이류 정치가 밑의 일류 군인'으로 활약한 동로마 제국의 명장.

## 같이 보기
- 로마의 내전